# Aiguabarreig (Mequinenza)

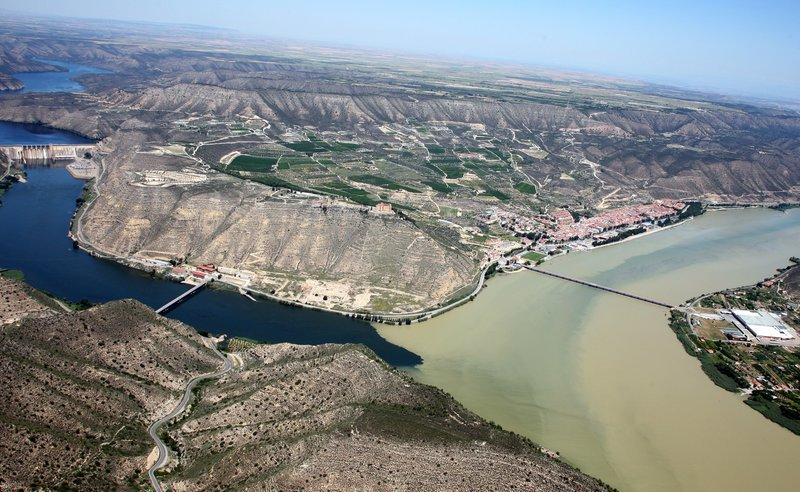
Aiguabarreig em Mequinenza.

Aiguabarreig é uma reserva natural de excepcional importância ecológica pela sua rica fauna e uma importante paragem para as aves migratórias europeias. Está localizado em Mequinenza (Bajo Cinca) em Aragão na confluência dos rios Ebro, Segre e Cinca e é considerada uma das maiores áreas naturais biológicas.

## Nome
O termo Aiguabarreig vem do catalão e se refere à área de pântanos que se formam na confluência de dois ou mais riachos.

## Geografia
A área está localizada no meio do Vale do Ebro. Faz fronteira com Monegros a oeste, Almatret a leste e com o reservatório de Ribarroja a sul. Aiguabarreig tem um tamanho de 36.821 hectares, dos quais 7.417 hectares estão no município de Mequinenza. A área de proteção especial estende-se desde o sul do Torrente de Cinca ao longo de toda a bacia do rio Mequinenza até a confluência do Matarraña na região do mesmo nome.

## Patrimônio cultural e esporte

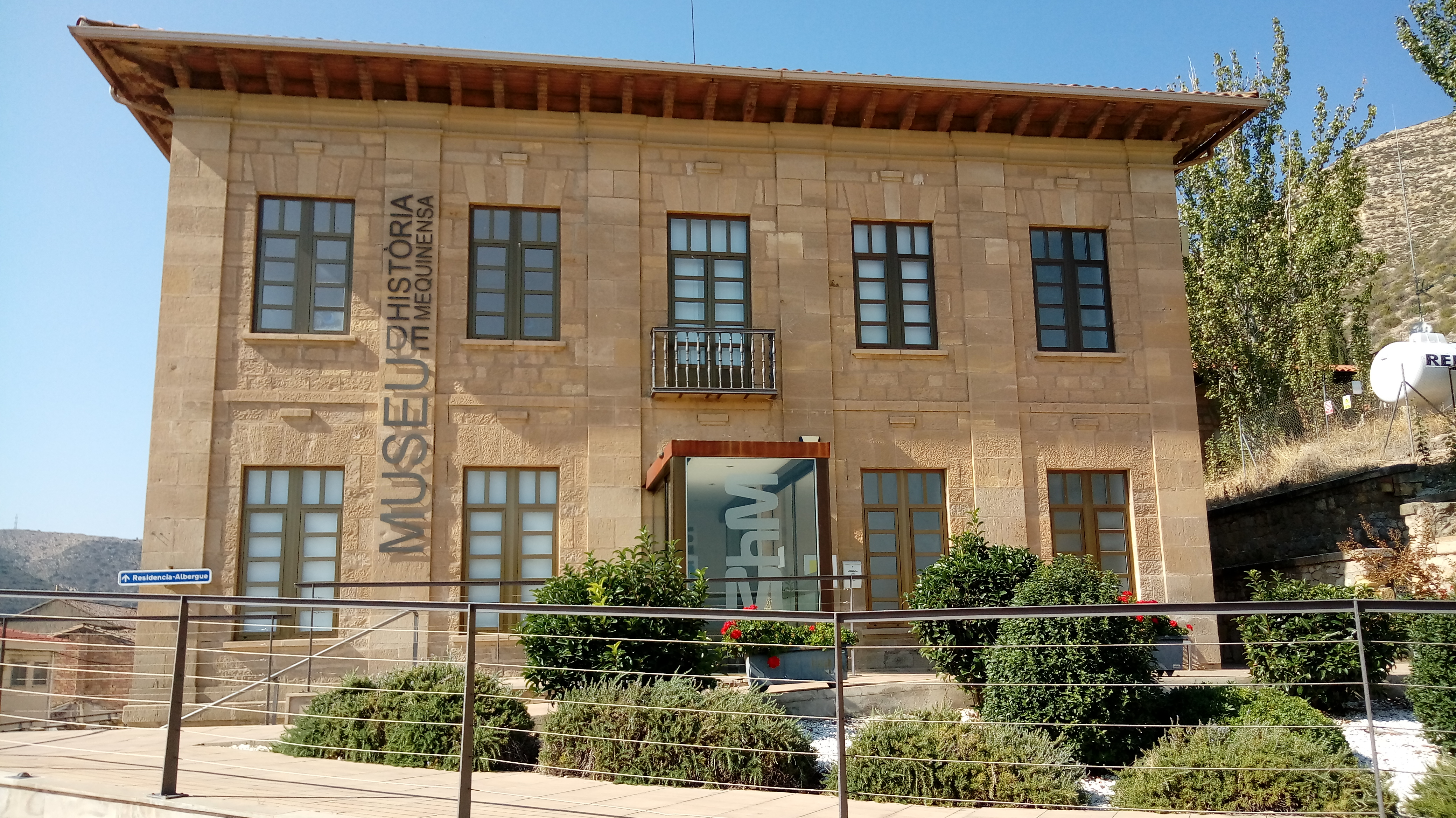
Museu de História de Mequinenza

A pesca esportiva e a vela são duas das atividades recreativas mais comuns na área. Graças à pesca, o Aiguabarreig é uma atracção internacional para centenas de pescadores, especialmente da Europa Central, que visitam estes rios todos os anos e desfrutam da extensa rede de ofertas existentes relacionadas com esta atividade. As espécies de peixes introduzidos que mais atraem os pescadores são, em particular, o robalo, a lúcio e o conhecido bagre. Naturalistas, principalmente observadores de pássaros, também visitam a área todos os anos, atraídos por sua grande biodiversidade. A área ao redor do Aiguabarreig é formada pelo campo de carvão de Mequinenza e pelos mais de 150 anos de história de mineração da cidade. A extração de linhito e seu transporte moldaram as aldeias de Aiguabarreig devido à sua estreita ligação com os rios. O símbolo são os extintos "alaúdes", barcos que unem o povo e a cultura de todas as aldeias ribeirinhas. No entorno dos rios, cujas águas serviam para o transporte de carvão em típicos navios mequinenza conhecidos como "alaúdes", ainda existem várias áreas de patrimônio industrial mineiro. Os Museus de Mequinenza se concentram na mineração e no patrimônio histórico da cidade velha de Mequinenza, que foi demolida e inundada após a construção das represas de Ribarroja e Mequinenza sob as águas do Ebro. O museu da mina abriga uma autêntica mina de carvão de mais de um quilômetro de rota interna com material histórico e máquinas que foram usadas para extrair carvão na bacia de mineração de Mequinenza por mais de 150 anos. O Museu de História de Mequinenza trata do passado da população, desde a pré-história até a demolição da cidade velha de Mequinenza, além de uma sala dedicada ao escritor Mequinenzano Jesús Moncada.

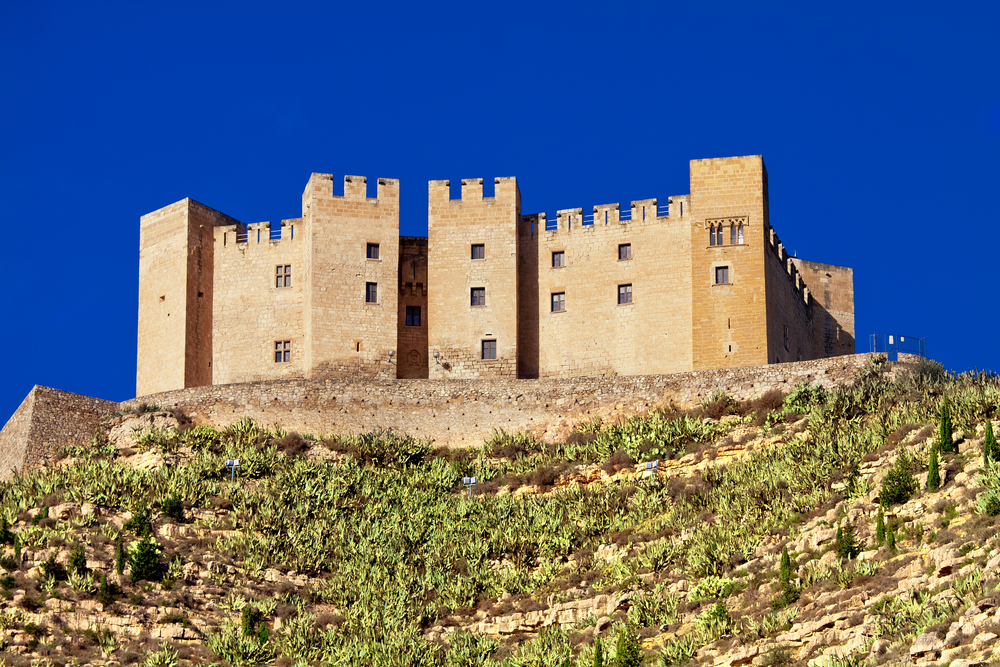
Castelo de Mequinenza.

O castelo de Mequinenza está quase à beira de uma grande encosta íngreme diretamente na confluência do Ebro, Segre e Cinca em Mequinenza. O edifício é de planta irregular, com sete torres retangulares, sendo uma das mais robustas pentagonal. Você contempla uma vasta e impressionante paisagem sobre a confluência dos rios e seus arredores e chega aos Pirenéus em um dia claro. O edifício é um autêntico palácio palaciano, um dos melhores que a arte gótica da Coroa de Aragão dos séculos XIV e XV já viu. Século.
Parte do desenvolvimento histórico de Mequinenza pode ser visitado hoje, pois se tornou um grande parque memorial ao ar livre depois de ter sido demolido e inundado pelos Pântanos do Ebro. Os caminhos originais das ruas foram resgatados das runas e das casas acima do nível da água.

## Links da web
- Prefeitura de Mequinenza
- Museus da Mequinenza
- Informações Aiguabarreig Comarca del Bajo / Baix Cinca